# The Robot Revolution
"The Robot Revolution" é o primeiro episódio da 15.ª temporada da série de ficção científica britânica Doctor Who. Foi lançado originalmente através do BBC iPlayer e Disney+ em 12 de abril de 2025. Foi escrito pelo showrunner da série, Russell T Davies, e dirigido por Peter Hoar.
No episódio, o alienígena viajante do tempo conhecido como o Doutor (Ncuti Gatwa) resgata sua nova acompanhante Belinda Chandra (Varada Sethu) depois que ela é sequestrada da Terra e inadvertidamente se envolve em uma guerra em outro planeta.
A produção ocorreu em Cardiff, País de Gales, no final de 2023 e foi inspirada por uma aparência retrofuturística influenciada pela década de 1950. Teve uma recepção geralmente positiva, embora a caracterização de Sethu tenha sido particularmente elogiada. Uma romantização escrita por Una McCormack foi lançada em junho de 2025.

## Enredo
Na adolescência, Belinda Chandra tem uma estrela batizada em sua homenagem por seu namorado, o ingênuo e controlador Alan Budd. Ele tenta pedi-la em casamento, mas ela o rejeita. 17 anos depois, Belinda é capturada por robôs e levada para Senhoritabelindachandra Um, um planeta próximo à sua estrela, apesar de sua insistência de que Alan é o alvo, enquanto o Doutor a persegue na TARDIS. Os "Senhoritabelindachandranos" são compostos por habitantes com aparência humana e robôs, mas estes estão sob o controle do "Gerador de IA", que planeja se fundir com Belinda como sua "rainha". O Doutor, que chegou lá seis meses antes por meio de uma fenda temporal, se passa por historiador do planeta e resgata Belinda junto com os rebeldes, embora algumas vidas sejam perdidas.
O Doutor revela que os robôs possuem um diploma idêntico ao de Belinda e que o obtiveram centenas de anos antes. Eles planejam fazer com que o diploma de Belinda interaja com a cópia do Gerador de IA para redefinir o tempo. Devido aos rebeldes a culparem pelos problemas, Belinda se deixa capturar e pede que os robôs prometam não machucar seus amigos. Enquanto são levados ao Gerador de IA, é revelado que ele é, na verdade, Alan, e que não se trata de "IA", mas de "AL", uma abreviação do nome dele. Os robôs, lembrando-se de que Belinda culpou Alan, usaram a fenda temporal para capturá-lo anos antes. Empolgado com a perspectiva de Senhoritabelindachandra ser como um jogo, Alan se fundiu com as máquinas e deu início à rebelião.
O Doutor e Belinda percebem que Alan está, na verdade, sofrendo, e Belinda faz com que seu diploma toque o dele, fazendo com que experimentem todo o tempo simultaneamente. O Doutor resgata Belinda, enquanto Alan se transforma novamente em um espermatozoide e um óvulo, que são limpos por um dos robôs. Agora livres, tanto os humanoides quanto os robôs decidem reconstruir sua sociedade, enquanto o Doutor leva Belinda para a TARDIS. Ele revela que conheceu sua descendente distante, Mundy Flynn, e quer saber como o diploma chegou às mãos dos robôs, mas Belinda exige ser levada de volta para casa.
A TARDIS não consegue retornar a 24 de maio de 2025 e está sendo "rebatida" para longe. O Doutor diz a Belinda que eles precisarão pegar o caminho mais longo. Enquanto a TARDIS tenta encontrar um caminho de volta à Terra, destroços de monumentos famosos do planeta são vistos flutuando no espaço.

## Produção

### Desenvolvimento
"The Robot Revolution" foi escrito por Russell T Davies. Ele inicialmente conceituou a ideia como uma história única e mais tarde a retrabalhou em uma história de estreia da temporada para servir como uma introdução para a nova acompanhante. Um título provisório para o episódio incluía "Belinda e os Robôs".

### Elenco
O episódio é estrelado por Ncuti Gatwa como o Décimo quinto Doutor e apresenta Varada Sethu como sua acompanhante, Belinda Chandra. Sethu anteriormente interpretou um personagem diferente, mas relacionada, no episódio da 14.ª temporada, "Boom" (2024). Anita Dobson reprisou seu papel como a Sra. Flood, uma personagem enigmática que foi apresentada pela primeira vez em "The Church on Ruby Road" (2023) e reapareceu na temporada anterior. Alan Budd, o antagonista do episódio, foi interpretado por Jonny Green, que anteriormente dublou personagens em vários áudio-dramas de Doctor Who e Torchwood. Outros membros do elenco convidado incluíram Max Parker, Jeff Kunjumon, Evelyn Miller e Caleb Hughes. Dois dos robôs foram operados por Stephen Love e Robert Strange; os dois trabalharam como Guerreiros Wrath em "The Star Beast" (2023), enquanto Strange também operou o traje do bicho-papão em "Space Babies" (2024).

### Filmagens
A produção dos cenários começou no Wolf Studios Wales em outubro de 2023. O designer de produção Phil Sims disse que ele e Davies se inspiraram em Forbidden Planet e This Island Earth ao conceber os cenários. Eles foram criados com uma aparência retrofuturística influenciada pela década de 1950. A Millennium FX projetou os trajes dos robôs ao longo de oito semanas. Eles foram primeiro criados digitalmente e divididos em 34 peças diferentes para serem impressas em 3D. Depois, as peças foram montadas com cola e finalizadas com silicone e fibra de vidro. O episódio foi dirigido por Peter Hoar. Foi gravado no segundo bloco de filmagens da 15.ª temporada junto com o quarto episódio, "Lucky Day". As filmagens em locação ocorreram em novembro de 2023 em Roath, Cardiff, enquanto as filmagens em estúdio também ocorreram no Wolf Studios.

## Transmissão e recepção

### Transmissão
"The Robot Revolution" foi lançado simultaneamente às 8h (BST) no BBC iPlayer no Reino Unido e no Disney+ no resto do mundo em 12 de abril de 2025. Uma transmissão na BBC One ocorreu mais tarde naquele dia, às 18h50 (BST). A Disney também cuidou da distribuição internacional do episódio.

### Audiência
Os números de audiência durante a noite estimaram que o episódio foi assistido por 2 milhões de pessoas em sua transmissão na BBC One, tornando-se o segundo programa mais assistido no canal, atrás do final da segunda temporada de Gladiators, bem como foi o quarto programa mais assistido do dia.

### Recepção critica
| Críticas profissionais:           | Críticas profissionais: |
| Pontuações agregadas              | Pontuações agregadas    |
| Fonte                             | Avaliação               |
| --------------------------------- | ----------------------- |
| Rotten Tomatoes (Pontuação Média) | 7,0/10                  |
| Rotten Tomatoes (Tomatometer)     | 100%                    |
| Avaliações da crítica             |                         |
| Fonte                             | Avaliação               |
| The A.V. Club                     | B-                      |
| The Daily Telegraph               | [ 18 ]                  |
| Empire                            | [ 19 ]                  |
| GamesRadar+                       | [ 20 ]                  |
| The Guardian                      | [ 21 ]                  |
| IGN                               | 6/10                    |
| The Independent                   | [ 23 ]                  |
| Evening Standard                  | [ 24 ]                  |
| Vulture                           | [ 25 ]                  |

No site agregador de críticas Rotten Tomatoes, 100% das 15 resenhas dos críticos são positivas, com uma classificação média de 7,0/10. Em uma análise para o Digital Spy, George Lewis escreveu que "o episódio é leve e agradável, apesar da relativa familiaridade de sua narrativa". Will Salmon, do GamesRadar+, afirmou: "A trama é relativamente simples, mas, como em muitos dos trabalhos de Davies em Doctor Who, há um núcleo de sátira mordaz que se torna mais evidente à medida que o episódio avança". O crítico da IGN, Robert Anderson, descreveu o episódio como "vistoso, porém superficial". Isobel Lewis, do The A.V. Club, comentou que "The Robot Revolution" foi uma estreia de temporada mais eficaz em comparação com "Space Babies", lançado no ano anterior. Já Roxy Simmons, do Yahoo! Entertainment, expressou uma opinião contrária, afirmando que ambas as estreias "lutam para causar um impacto significativo, servindo mais como um recomeço limpo".
Escrevendo para o Den of Geek, Stefan Mohamed afirmou que o episódio "introduziu com sucesso" a personagem de Sethu, embora tenha considerado que a história como um todo foi "um tanto menos eficaz". Jordan King, da Empire Magazine, destacou semelhanças entre Belinda e antigas acompanhantes do Doutor, como Martha Jones e Donna Noble, observando que Belinda ainda não demonstra o mesmo deslumbramento com o Doutor como Ruby Sunday demonstrava. Em sua crítica para o The Guardian, Jack Seale elogiou tanto a atuação de Sethu quanto a química entre ela e Gatwa. Já Chris Taylor, do Mashable, elogiou a escrita de Davies e sugeriu que haveria uma trama mais ampla que se desenvolveria ao longo da temporada.
Diante de rumores recentes de que Doctor Who não teria novos episódios após a 15.ª temporada, Ed Power, do The Independent, opinou que "qualquer suspeita de que essa venerável franquia estaria em decadência é rapidamente dissipada por essa estreia divertida e descontraída". Vicky Jessop, do The Evening Standard, compartilhou uma visão semelhante, afirmando que "com todas as reclamações sobre Doctor Who ser progressista demais, pretensioso ou exagerado, é fácil esquecer que o principal objetivo do programa é entreter". Michael Hogan, escrevendo para o The Daily Telegraph, publicou uma crítica mista: embora tenha aprovado a personagem de Belinda, apontou que "o tom voltado para toda a família torna as inserções sobre política de gênero um pouco dissonantes".

## Romantização
Uma romantização do episódio, escrita por Una McCormack, foi lançada em capa dura e audiolivro em 10 de julho de 2025 como parte da Target Collection.